# Mrtablur
Mrtablur (armeniska: Մրտաբլուր) är ett berg i Armenien. Det ligger i provinsen Kotajk, i den centrala delen av landet, 12 kilometer norr om huvudstaden Jerevan. Toppen på Mrtablur är 1 435 meter över havet, eller 83 meter över den omgivande terrängen. Bredden vid basen är 1,6 km.
Terrängen runt Mrtablur är kuperad åt sydost, men åt nordväst är den platt. Runt Mrtablur är det ganska tätbefolkat, med 149 invånare per kvadratkilometer.. Närmaste större samhälle är huvudstaden Jerevan, 12,0 kilometer söder om Mrtablur. 
Runt Mrtablur är det i huvudsak tätbebyggt.